# Theodor Curtius (scheikundige)
Julius Wilhelm Theodor Curtius (Duisburg, 27 mei 1857 – Heidelberg, 8 februari 1928) was een Duits scheikundige.
Hij studeerde onder andere chemie in Heidelberg en Leipzig, promoveerde in 1882 en werd vervolgens hoogleraar in Kiel, Bonn en Heidelberg, waar hij in 1897 Victor Meyer opvolgde. Zijn onderzoek richtte zich voornamelijk op stikstofverbindingen. Hij ontdekte bijvoorbeeld hydrazine, waterstofazide en diazoverbindingen. De omlegging van acylaziden is naar hem vernoemd: de Curtius-omlegging.
In zijn vrije tijd componeerde hij muziek, zong in koren en was een actieve bergbeklimmer.